# Eagle-Eye Cherry
Eagle-Eye Lanoo Cherry (Stockholm, 1968. május 7. –) svéd énekes-zenész, legismertebb dala a "Save Tonight".

## Fiatalkora
A dzsesszzenész Don Cherry és a svéd festő/textilművész Monika Cherry (született Karlsson) fiaként született, öt testvér közül negyedikként. Féltestvérei Neneh Cherry énekesnő (édesanyja gyermeke), valamint a hegedűművész Jan Cherry, Christian Cherry és a dzsesszzenész David Ornette Cherry. 12 éves korától New Yorkban járt iskolába, és ott is maradt színészkedni, valamint dobolni több együttesben. 16 évesen bekerült a New York-i High School of Performing Arts művészeti iskolába, ahol Jennifer Anistonnal és Chaz Bonoval járt egy osztályba.

## Pályafutása
1988-ban szerepelt az Arthur 2. című vígjátékban, a stáblistán "Tinédzser" szerepében feltüntetve. 1993-ban egyike volt a rövid életű NBC-akciósorozat, a South Beach főszereplőinek.
Édesapja 1995-ben elhunyt. Cherry visszatért Stockholmba, hogy a zenei pályafutására koncentráljon a színészkedés helyett, amely akkoriban elsőbbséget élvezett az életében. Még ebben az évben megkezdte első albuma, a Desireless dalainak megírását és rögzítését saját hálószobájában kialakított stúdiójában, egy akusztikus gitár segítségével. Menedzsere, Tommy Manzi szerint profi hozzáállása volt a zenéhez, addig például nem mutatta meg egyik felvételét sem, amíg az album el nem készült. A Desireless nemzetközileg is sikeres lett. 1998–1999 között világszerte négymillió példányt adtak el belőle, az Egyesült Államokban pedig az album platina minősítést is szerzett.
Cherry közreműködött dalszerzőként és énekesként a Santana együttes (Carlos Santana zenekara) 1999-es "Wishing It Was" című dalában, a Supernatural albumon, valamint számos film zenéjében is. 2012. november 27-én vendégelőadóként fellépett a Vocea României román tehetségkutató műsor második évadában.
Legismertebb dalai a "Save Tonight", a "Falling in Love Again", az "Are You Still Having Fun", a "Long Way Around", a "Feels So Right", a "Skull Tattoo" és a "Don't Give Up".

## Diszkográfia

### Stúdióalbumok
- Desireless (1998. július 21.)
- Living in the Present Future (2000. március 6.)
- Sub Rosa (2003. szeptember 29.)
- Can't Get Enough (2012. október 5.)
- Streets of You (2018. október 26.)

### Élő felvételek
- Live and Kicking (2007)

### Kislemezek
- Save Tonight (1997)
- When Mermaids Cry (1998)
- Falling in Love Again (1998)
- Permanent Tears (1999)
- Are You Still Having Fun? (2000)
- Long Way Around (2000, közr. Neneh Cherry)
- Promises Made (2000)
- Feels So Right (2001)
- Skull Tattoo (2003)
- Don't Give Up (2003)
- Can't Get Enough (2012)
- As One (2012, közr. Tomas Ledin)
- Dream Away (2014, közr. Darin)
- Streets Of You (2018)

## Fordítás
- Ez a szócikk részben vagy egészben  az   Eagle-Eye Cherry című angol Wikipédia-szócikk ezen változatának fordításán alapul.  Az eredeti cikk szerkesztőit annak laptörténete sorolja fel. Ez a jelzés csupán a megfogalmazás eredetét és a szerzői jogokat jelzi, nem szolgál a cikkben szereplő információk forrásmegjelöléseként.